# Helena (Montana)
Helena je hlavní město amerického státu Montana a současně sídelní město kraje Lewis and Clark. V roce 2020 mělo samotné město 32 091 obyvatel, s metropolitní aglomerací kraje Lewis and Clark a Jefferson pak 83 058 obyvatel.

## Historie
Město bylo založeno 30. října 1864, nedlouho po objevení zlata v potoku Last Chance Creek.
Oblast byla původně dlouho osídlená různými domorodými národy. Na počátku 19. století oblast začali osídlovat lidé evropského původu, aby v povodí řeky Missouri pracovali a hledali kožešinová zvířata jako bobr.
Po objevení zlata v oblasti přišlo tolik nových osadníků, že federální vláda v květnu 1864 rozhodla o vytvoření nového území nazvaného Montana. Ve stejném roce vznikl i název města Helena, na počest jména krásky z řecké mytologie.
V roce 1888 žilo ve městě asi 50 milionářů, což bylo více než v kterémkoliv městě na světě. Vydělali na rýžování zlata. Tato velká koncentrace bohatství byla základem rozvoje rezidencí a ambiciózní architektury ve městě.
Symbolem města je dřevěná požární strážní věž postavená v roce 1886. Dodnes stojí na Tower Hill s výhledem na město.
Helena je hlavním městem státu Montana od roku 1889 na základě referenda mezi obyvateli. V roce 1902 byla dokončena budova Státní kapitol Montany.
Díky horám má Helena spoustu rekreačních možností pro turisty, lyžování, lovu zvěře a rybaření. Město je známé také díky milovníkům jízdy na horských kolech.

## Pamětihodnosti, reálie, atrakce
- Katedrála svaté Heleny
- Státní Kapitol
- The University of Montana - technická univerzita pro cca 1000 studentů, otevřená v roce 1939
- Caroll College - římskokatolická univerzita liberálních umění pro 1500 studentů, otevřená v roce 1909
- komunální centrum
- lyžařský areál Great Divide Ski Area
- Regionální letiště Helena

## Klima
Helena se nalézá na jižní hranici Montany na 46,59 severní rovnoběžce; podnebí je kontinentální, ovlivněné Skalistými horami, s průměrnými teplotami v rozmezí 0° až -10 °C v zimě a +11° až 28 °C v létě.

## Demografie
Podle sčítání lidu z roku 2010 zde žilo 28 190 obyvatel.

### Rasové složení
- 93,3% Bílí Američané
- 0,4% Afroameričané
- 2,3% Američtí indiáni
- 0,7% Asijští Američané
- 0,1% Pacifičtí ostrované
- 0,6% Jiná rasa
- 2,6% Dvě nebo více ras

Obyvatelé hispánského nebo latinskoamerického původu, bez ohledu na rasu, tvořili 2,8% populace.

### Věkové složení obyvatel
- 22,4 % do 18 let
- 11,1 % 18-24
- 26,6 % 25-44
- 26 % 45-64
- a 13,9 % 65+ let

### Ostatní ukazatele
- Průměrný příjem domácnosti: 34 416 dolarů
- Roční příjem průměrné rodiny: 50 018 dolarů
- Roční příjem per capita: 20 020 dolarů
- 14,5 % populace žije na nebo pod hranicí chudoby

## Osobnosti města
- Gary Cooper (1901 - 1961), herec
- Dirk Benedict (* 1945), herec, scenárista a režisér
- Myrna Loyová (1905 - 1993), herečka